# Astro-Creep: 2000
Astro-Creep: 2000 (accompagnato dal sottotitolo Songs of Love, Destruction and Other Synthetic Delusions of the Electric Head) è il quarto e ultimo album in studio del gruppo musicale statunitense White Zombie, pubblicato l'11 aprile 1995 dalla Geffen Records.
Si tratta del maggior successo commerciale della band, forte dei singoli More Human than Human, Electric Head Pt. 2 (the Ecstasy) e Super-Charger Heaven. Come per il precedente è stato premiato con 2 dischi di platino e ha venduto oltre 2 600 000 copie negli Stati Uniti dalla sua realizzazione. L'anno successivo è stato realizzato un album di remix dei suoi brani intitolato Supersexy Swingin' Sounds.

## Tracce
Testi di Rob Zombie, musiche di Sean Yseult, Jay Yuenger, John Tempesta (eccetto dove indicato).
1. Electric Head Pt. 1 (the Agony) – 4:54
2. Super-Charger Heaven – 3:37
3. Real Solution #9 – 4:44
4. Creature of the Wheel – 3:25 (musica: Sean Yseult/Jay Yuenger)
5. Electric Head Pt. 2 (the Ecstasy) – 3:53
6. Grease Paint and Monkey Brains – 3:49
7. I, Zombie – 3:31
8. More Human than Human – 4:28 (musica: Sean Yseult/Jay Yuenger)
9. El Phantasmo and the Chicken-Run Blast-O-Rama – 4:13
10. Blur the Technicolor – 4:09 (musica: Sean Yseult/Jay Yuenger)
11. Blood, Milk and Sky – 11:21 – dopo 3:00 minuti dal termine del brano (5:45-8:45) inizia la traccia fantasma Where the Sidewalk Ends, the Bug Parade Begins

## Formazione
Gruppo
- Rob Zombie - voce, illustrazioni, direzione artistica
- Sean Yseult - basso, direzione artistica
- J. - chitarra
- John Tempesta - batteria

Altri musicisti
- Charlie Clouser - tastiera, programmazione